# Stadion Miejski w Stargardzie
Stadion Miejski w Stargardzie – stadion piłkarski zlokalizowany przy ul. Ceglanej 1 w Stargardzie należący do klubu Błękitni Stargard. Na tym stadionie rozgrywane są mecze III ligi, grupy II w której uczestniczy właściciel tego obiektu.